# Никольское (станция)
Нико́льское — железнодорожная станция на линии Мичуринск — Грязи Мичуринского региона Юго-Восточной железной дороги.
Располагается в селе Новоникольское Мичуринского района Тамбовской области.

## История
Станция открыта в 1869 году. К северу от станции расположен железнодорожный мост над устьями рек Лесной Воронеж и Польной Воронеж.

## Движение поездов
В настоящее время на станции делают свою остановку пассажирские поезда дальнего следования Москва — Юг, а также пригородные поезда Мичуринск — Воронеж.
Никольское — крупнейшая станция Мичуринского отделения Юго-Восточной железной дороги по отгрузке светлых нефтепродуктов в южные порты Новороссийск и Туапсе на экспорт и по России в железнодорожные цистерны.

### Дальнее сообщение
| №    | Станция отправления | Станция назначения |
| ---- | ------------------- | ------------------ |
| 269Й | Тамбов              | Кисловодск         |
| 111А | Санкт-Петербург     | Воронеж            |
| 437В | Балашов             | Москва             |
| 269С | Кисловодск          | Тамбов             |

### Пригородное сообщение
| №    | Станция отправления | Станция назначения  | Режим движения    |
| ---- | ------------------- | ------------------- | ----------------- |
| 6522 | Мичуринск-Уральский | Грязи-Воронежские   | Ежедневно         |
| 6553 | Песковатка          | Мичуринск-Уральский | Ежедневно         |
| 6521 | Грязи-Воронежские   | Мичуринск-Уральский | Ежедневно         |
| 6347 | Воронеж I           | Мичуринск-Уральский | Воскресенье       |
| 6656 | Мичуринск-Уральский | Воронеж I           | Воскресенье       |
| 6526 | Мичуринск-Уральский | Грязи-Воронежские   | Кроме воскресенья |
| 6525 | Грязи-Воронежские   | Мичуринск-Уральский | Ежедневно         |